# Viscum roncartii
Viscum roncartii är en sandelträdsväxtart som beskrevs av Simone Balle. Viscum roncartii ingår i släktet mistlar, och familjen sandelträdsväxter. Inga underarter finns listade i Catalogue of Life.